# Lusitanipus xanin
Lusitanipus xanin — вид двопарноногих багатоніжок родини Dorypetalidae. Описаний у 2020 році.

## Назва
Вид названо на честь ксаніни — гобліноподібної істоти з астурійської міфології, яка, за легендою, мешкає в лісах регіону. Ця маленька істота мешкає на землі під тінню дерев, її рідко можна було побачити і вона намагається сховатися при виявленні, як і багатоніжка.

## Поширення
Ендемік Іспанії. Виявлений у горах комарки Ель-Б'єрсо в провінції Леон на північному заході країни.

## Опис
Lusitanipus xanin sp. листопад відрізняється від інших іберійських видів Callipodida тими ж ознаками, що і Lusitanipus alternans, за винятком того, що Lusitanipus xanin, має метазонітальні гребені однакового розміру, тоді як Lusitanipus alternans має гребені різного розміру. Крім того, Lusitanipus xanin відрізняється від L. alternans зеленим забарвленням, більшою кількістю кілець тіла, формою гонококситу, кривизною та формою відростків верхівки телоподітів гоноподів.